# Mazzy Star
Mazzy Star — американський дримпоп-гурт.

## Історія гурту
Гурт Було Створено в Санта-Моніці в 1989 році, Коли Гоуп і Девід познайомилися в Лос-Анджелесі, де Робек був активним учасником каліфорнійської Індісцени Paisley Underground, що відродила психоделічний рок.
В 1990 році входить у світ дебютний альбом «She Hangs Brightly», що поєднував елементи блюзу і фолку з психоделічним звучанням гітари. У 11 треках Mazzy Star визначили свою територію — тягучий дримпоп. У гурту з'явилися шанувальники, але Сандовал і Робек з самого початку підкреслено дистанціювалися від будь-яких «зіркових» проявів комерційного успіху. Вони практично не давали інтерв'ю, а коли журналістам вдавалося все-таки загнати їх у кут — оброблялися односкладовими відповідями.
Наступний альбом гурту «So tonight that I might see» вийшов через два роки на іншому лейблі. У другому альбомі Гоуп і Девід продовжували ту ж лінію, але звук став більш зібраним. Через рік після виходу альбому перший трек альбому «Fade into you» потрапив в американські чарти, і в 1995 році альбом став платиновим. Успіх анітрохи не запаморочив голову Гоуп і Девіду. Вона продовжувала ділити свій час між Лос-Анджелесом і Лондоном, а він влаштувався в Берклі. Час від часу вони давали малозмістовні інтерв'ю і дивували шанувальників рідкісними живими виступами.
У 1996 році вийшов «Among my swan», який закріпив за Mazzy Star репутацію наймеланхолійнішого гурту американської інді-сцени. Альбом вийшов більш лаконічним і акустичним, ніж попередній. Після виходу альбому музиканти вирушили в невелике турне. Останній виступ гурту відбувся в Лондоні у 2000 році.
Хоча Mazzy Star ніколи офіційно не заявляли про припинення спільної діяльності, жодних нових релізів не було протягом 15 років. У жовтні 2011 року гурт представив два нові треки — «Common burn» і «Lay myself down». У 2013 році відбувся реліз четвертого повноформатного альбому «Seasons of your day».

## Склад

### Теперішній склад
- Гоуп Сандовал — вокал, гітара, глокеншпиль, губна гармошка, автор пісень, продюсер
- Девід Робек — гітара, клавіші, музика, продюсер, автор пісень
- Джилл Емері — бас-гітара
- Кіт Мітчелл — ударні
- Сукі Еверс — клавіші
- Вільям Купер — клавіші, скрипка

## Дискографія

### Альбоми
| Рік  | Назва                                                                     | Вищий рядок в хіт-параді | Вищий рядок в хіт-параді | Вищий рядок в хіт-параді | Сертифікація     |
| Рік  | Назва                                                                     | U.S.                     | N.Z.                     | U.K.                     | Сертифікація     |
| ---- | ------------------------------------------------------------------------- | ------------------------ | ------------------------ | ------------------------ | ---------------- |
| 1990 | She Hangs Brightly - Випущено: 21 травня 1990 - Лейбл: Capitol            | —                        | —                        | —                        | - US: Золотой    |
| 1993 | So Tonight That I Might See - Випущено: 5 жовтня 1993 - Лейбл: Capitol    | 36                       | —                        | 68                       | - US: Платиновий |
| 1996 | Among My Swan - Випущено: 29 жовтня 1996 - Лейбл: Capitol                 | 68                       | 41                       | 57                       |                  |
| 2013 | Seasons of Your Day - Випущено: 24 жовтня 2013 - Лейбл: Rhymes of An Hour | 42                       | —                        | 24                       |                  |

### Сингли
| Рік  | Назва                 | Вищий рядок в хіт-параді | Вищий рядок в хіт-параді | Вищий рядок в хіт-параді | Вищий рядок в хіт-параді | Альбом                      |
| Рік  | Назва                 | U.S.                     | U.S. Mod                 | CAN                      | U.K.                     | Альбом                      |
| ---- | --------------------- | ------------------------ | ------------------------ | ------------------------ | ------------------------ | --------------------------- |
| 1989 | «Halah»               | —                        | 19                       | —                        | —                        | She Hangs Brightly          |
| 1990 | «Blue Flower»         | —                        | 29                       | —                        | —                        | She Hangs Brightly          |
| 1994 | «Fade into You»       | 44                       | 3                        | 83                       | 48                       | So Tonight That I Might See |
| 1995 | «She's My Baby»       | —                        | —                        | —                        | —                        | So Tonight That I Might See |
| 1996 | «Flowers in December» | —                        | —                        | —                        | 40                       | Among My Swan               |
| 1996 | «I've Been Let Down»  | —                        | —                        | —                        | —                        | Among My Swan               |
| 2009 | «Into Dust»           | —                        | —                        | —                        | 71                       | So Tonight That I Might See |